# سد ماشکید سفلی
سد ماشکید سفلی، سدی بتی در شهرستان سراوان در استان سیستان و بلوچستان ایران است. این سد از نوع بتن کوبیده غلطکی با طول تاج یک‌هزار و ۴۵۷ متر ورعرض تاج هشت متر، ارتفاع از بستر ۳۱ متر و دارای حجم کل مخزن ۱۵۲ میلیون متر مکعب با ۴۶ درصد پیشرفت فیزیکی در حال ساخت است.

سد ماشکید سفلی در ۵۵ کیلومتری جنوب شرقی سراوان واقع در سیستان و بلوچستان با هدف ‌بهره‌برداری از جریان‌های سطحی به منظور تأمین آب آشامیدنی این شهر، توسعه کشاورزی، جلوگیری از خطر سیلاب‌های فصلی، اشتغالزایی، ارتقای وضعیت اقتصادی و اجتماعی استان، بهبود آبیاری ۴۳۵ هکتار از اراضی کشاورزی و جلوگیری از خروج مقادیر زیادی از رواناب‌های فصلی آغاز شد.